# دوبریماخی
دوبریماخی (به لاتین: Dubrimakhi) یک منطقهٔ مسکونی در روسیه است که در شهرستان آگولسکی واقع شده‌است.